# قتل کوبی ماندل و یوسف اشران
در ۸ مه ۲۰۰۱ دو نوجوان یهودی به نام‌های یاکوف «کوبی» ماندل و یوسف ایشران در حومه شهرک اسرائیلی «تکوآ» در کرانه باختری، جایی که با خانواده‌های خود زندگی می‌کردند، کشته شدند. هویت قاتلان هرگز مشخص نشد، اگرچه اسرائیل و تعدادی از منابع اعلام کرده‌اند که تروریست‌های ناشناس فلسطینی مسئول این حمله هستند.
کوبی ماندل یک اسرائیلی-آمریکایی بود که خانواده‌اش در سال ۱۹۹۶ از ایالات متحده به اسرائیل مهاجرت کردند. قتل او منجر به تصویب قانونی توسط کنگره ایالات متحده شد که هدف آن تقویت واکنش ایالات متحده به کشتار آمریکایی‌های خارج از کشور بود. در واکنش به قتل او، والدین کوبی بنیاد کوبی ماندل را راه‌اندازی کردند تا از خانواده‌هایی که در اثر حملات تروریستی آسیب دیده بودند حمایت کنند.

## ناپدید شدن و کشف
کوبی ماندل (عبری: קובי מנדל‎) و یوسف اشران (عبری: יוסף איש-רן‎) نوجوانان اسرائیلی ۱۳ و ۱۴ ساله بودند. کوبی شهروند ایالات متحده و اسرائیل بود. پسران در شهرک اسرائیلی تکوآ، گوش عتصیون در نزدیکی شهر فلسطینی به همین نام (تقوع) واقع در کرانه باختری زندگی می‌کردند و به مدرسه می‌رفتند. در ۸ مه ۲۰۰۱، پسران به مدرسه نرفتند و در بیابان یهودیه اطراف روستایشان پیاده‌روی کردند. در ابتدا والدین آن‌ها نگران پسرها نبودند. آنها فکر می‌کردند پسرها برای شرکت در تظاهرات سیاسی به مدرسه و سپس اورشلیم رفته‌اند. اما وقتی پسرها تا نیمه شب به خانه نیامدند، والدینشان به مسئولان اطلاع دادند.
جسد دو پسر صبح روز بعد در غاری در نزدیکی شهرک محل زندگی آن‌ها کشف شد. یواس‌ای تودی گزارش داد که به گفته پلیس، هر دو پسر «بسته شده، با چاقو و ضربات سنگ کشته شده‌اند». این روزنامه ادامه داد: «دیوارهای غار در صحرای یهود با خون پسران پوشیده شده بود که طبق گزارش‌ها قاتلان این کار را کرده بودند». سی‌ان‌ان و آیریش ایندیپندنت گزارش دادند که «کانال دو تلویزیون اسرائیل گفت که پلیس معتقد است دست‌کم سه مهاجم پس از قتل، دست‌های خود را در خون پسران فروکرده و آن را به دیواره‌های غار مالیده‌اند».
میرو کوهن، یک دامدار گوسفند، این صحنه را برای تایم توضیح داد: «سنگی به اندازه یک کامپیوتر روی جمجمه شکسته شده کوبی قرار داشت. هر دو جسد با سنگ پوشانده شده بود. خون دیوارها را آغشته کرده بود و زمین خاکی با [خون] گل‌آلود شده بود.» اجساد به حدی مثله و تغییر شکل داده شده بودند که از پرونده‌های دندانپزشکی برای تأیید هویت استفاده شد.
جروزالم پست گزارش داد که پلیس نمی‌تواند تعیین کند که آیا این پسران در خارج از غار کشته شده‌اند یا اجساد آن‌ها پس از قتل در غار قرار گرفته. پس از معاینه پزشکی قانونی، اجساد به همراه سنگ‌های آغشته به خون از غار خارج شدند. مراسم تشییع جنازه پسران با حضور هزاران نفر برگزار شد.

## مسئولیت
پلیس اسرائیل چندین بیانیه در مورد مسئولیت این قتل‌ها صادر کرد. آن‌ها گزارش‌های مختلفی دربارهٔ مسئولیت این قتل‌ها دریافت کردند و اظهار داشتند که دزدانی که در همان شب ۱۰۰ بز را از تکوا دزدیدند، ممکن است مقصر بوده باشند که البته هیچ ارتباط روشنی بین این دو جنایت وجود نداشت و مدرکی هم برای پیوند این دو وجود نداشت. با این حال، یکی از فرماندهان پلیس اظهار داشت که «بدون شک» این قتل «به دلایل ملی گرایانه» انجام شده است. پلیس گفت که به نظر می‌رسد این قتل‌ها در طی یک «برخورد شانسی» اتفاق افتاده است و از قبل برنامه‌ریزی نشده بودند. نیروهای امنیتی اسرائیل ۲۰ فلسطینی را از روستاهای مجاور دستگیر کردند و در پاسخ به این حمله منع آمد و شد و مسدود کردن جاده‌ها را اعمال کردند.
تعداد کمی از خبرگزاری‌هایی که در مورد این قتل‌ها گزارش داده بودند، گفتند که یک فرد ناشناس که مدعی نمایندگی یک گروه مبارز اسلامی است، با یک یا چند خبرگزاری دیگر تماس تلفنی گرفته تا مسئولیت را بر عهده بگیرد. روزنامه آیریش ایندیپندنت گزارش داد که تماسی با رویترز برقرار شده و این تماس قابل تأیید نیست، اما ظاهراً انگیزه را انتقام از قتل یک مبارز جهاد اسلامی در روز شنبه گذشته اعلام کرده‌اند. آیریش ایندیپندنت از هیچ گروه خاصی نام نبرد. روزنامه اورشلیم پست در روز بعد از این رویداد اعلام کرد که یک تماس‌گیرنده ناشناس به «خبرگزاری‌های خارجی» گفته است که او نماینده گروهی به نام «حزب‌الله فلسطین» بوده و این پسران برای انتقام از کشته شدن نوزاد چهارماهه فلسطینی به نام ایمان هیجو که چند روز قبل در اثر گلوله تانک اسرائیل کشته شد، قربانی این خشونت شده‌اند. آریل شارون به خاطر این حادثه عذرخواهی کرده بود و تأکید کرده بود که «سربازان قصد کشتن او را نداشتند». گزارش بعدی اورشلیم پست، که در سال ۲۰۰۸ چاپ شد، نشان داد که قتل پسران ممکن است به «چوپان‌های بادیه نشین» مرتبط باشد.
سه کتاب دربارهٔ تروریسم که شامل مجموعه‌ای از حملات تروریستی علیه اسرائیل است، متعاقباً این قتل‌ها را به عنوان منتسب به جهاد اسلامی و یا یک گروه منشعب از حزب‌الله به نام «حزب‌الله فلسطین» فهرست کردند. منبعی دیگر «اوباش فلسطینی» را مقصر می‌داند. بوستون گلوب گزارش داد که شهرک‌نشینان اسرائیلی گفته‌اند که «گروهی از جوانان فلسطینی در طول هفت ماه خشونت، ادعایی بر غار داشتند و به جوانان اسرائیلی هشدار داده شده بود که در آنجا پیاده‌روی نکنند». اکثر منابع صرفاً تروریست‌های ناشناس فلسطینی را مقصر می‌دانند. بر اساس گزارش کنگره ایالات متحده در سال ۲۰۰۴، هرگز «تحقیق یا تعقیب معناداری» در مورد این پرونده صورت نگرفت و ظاهراً عاملان هنوز دستگیر نشده‌اند.

## واکنش‌ها
دولت اسرائیل این قتل‌ها را محکوم کرد. آریل شارون مسئول این قتل‌ها را متوجه تشکیلات خودگردان فلسطین دانست. شارون گفت که نیروهای امنیتی فلسطین هیچ کاری برای جلوگیری از کشتار غیرنظامیان بی‌گناه توسط تروریست‌ها انجام نمی‌دهند. وی گفت که تلویزیون فلسطین «با پخش موزیک ویدئوهای پر از تصاویر پرتاب سنگ توسط کودکان» خشونت را ترویج می‌کند.
تشکیلات خودگردان فلسطین این کشتار را محکوم کرد. صائب عریقات، سخنگوی تشکیلات خودگردان گفت: «دولت خودگردان فلسطین از جان باختن این دو پسر و همه کودکان، خواه اسرائیلی یا فلسطینی، یهودی، مسلمان یا مسیحی، متأسف است». وی افزود که کشتن غیرنظامیان در هر دو طرف درگیری‌های جاری، جنایت است و «راه کوتاه برای صلح و ثبات، پایان دادن به اشغال اسرائیل است.»
یاسر عرفات، رئیس تشکیلات خودگردان فلسطین، اسرائیل را به دلیل «قربانی کردن کودکان فلسطینی» متهم کرد. وی به ماجرای یک دختر سه‌ماهه فلسطینی به نام ریما احمد اشاره کرد که چهارشنبه گذشته در جریان حمله اسرائیل به اردوگاه آوارگان فلسطینی با شلیک گلوله مجروح شد.

شلومو ریسکین، خاخام اهل افرات، در بیانیه ای با اشاره به قتل این دو پسر و همچنین قتل تروریستی یک نوزاد ده‌ماهه اسرائیلی در ماه قبل، گفت که «تمایز عمیقی» بین «اسرائیل و دشمنانش» می‌بیند:
اگر کودکی توسط اسرائیل کشته می‌شود به خاطر این است که سربازان برای دفاع از خود به ساختمانی شلیک کرده‌اند که از آن به سمتشان تیراندازی شده. در مورد کوبی، یوسف و شلهوت، دشمن کودکان بی‌گناه را برای نابودی انتخاب کرد. 
آریل شارون مرگ این پسران را یک «قتل وحشتناک» توصیف کرد و دستور حمله موشکی به دفاتر فتح یاسر عرفات در شهر غزه را صادر کرد که در آن ۲۰ فلسطینی زخمی شدند.
ریچارد بوچر، سخنگوی وزارت خارجه آمریکا، کشتار پسران اسرائیلی را «وحشتناک و وحشیانه» خواند. پاپ ژان پل دوم که در مالتا سخنرانی می‌کرد، گفت که از «خبرهای خشونت وحشتناک از سرزمین مقدس علیه جوانان بی‌گناه» ناراحت است.